# Laccocoris
Laccocoris is een geslacht van wantsen uit de familie van de Naucoridae (Zwemwantsen). Het geslacht werd voor het eerst wetenschappelijk beschreven door Carl Stål in 1858.

## Soorten
Het genus bevat de volgende soorten:

- Laccocoris angustus Linnavuori, 1987
- Laccocoris bouvieri Poisson, 1936
- Laccocoris chinai Poisson, 1949
- Laccocoris discus Montandon, 1897
- Laccocoris dissidens Montandon, 1911
- Laccocoris hoogstraali La Rivers, 1970
- Laccocoris horvathi Montandon, 1897
- Laccocoris limicola (Stål, 1855)
- Laccocoris limigenus Stål, 1865
- Laccocoris marginatus Montandon, 1897
- Laccocoris montandoni Izzard, 1936
- Laccocoris nervicus Montandon, 1897
- Laccocoris nymphearum Rochebrune, 1883
- Laccocoris omoensis Linnavuori, 1971
- Laccocoris salina Poisson, 1940
- Laccocoris spurcus Stål, 1856
- Laccocoris staudingeri Montandon, 1897
- Laccocoris tauorgae Sallier Dupin, 1976